# Choćky
Choćky (ukr. Хоцьки) – wieś na Ukrainie, w obwodzie kijowskim, w rejonie boryspolskim, w hromadzie Cybli. W 2001 liczyła 1697 mieszkańców, spośród których 1656 wskazało jako ojczysty język ukraiński, 34 rosyjski, 5 ormiański, a 2 inny.